# Tihu

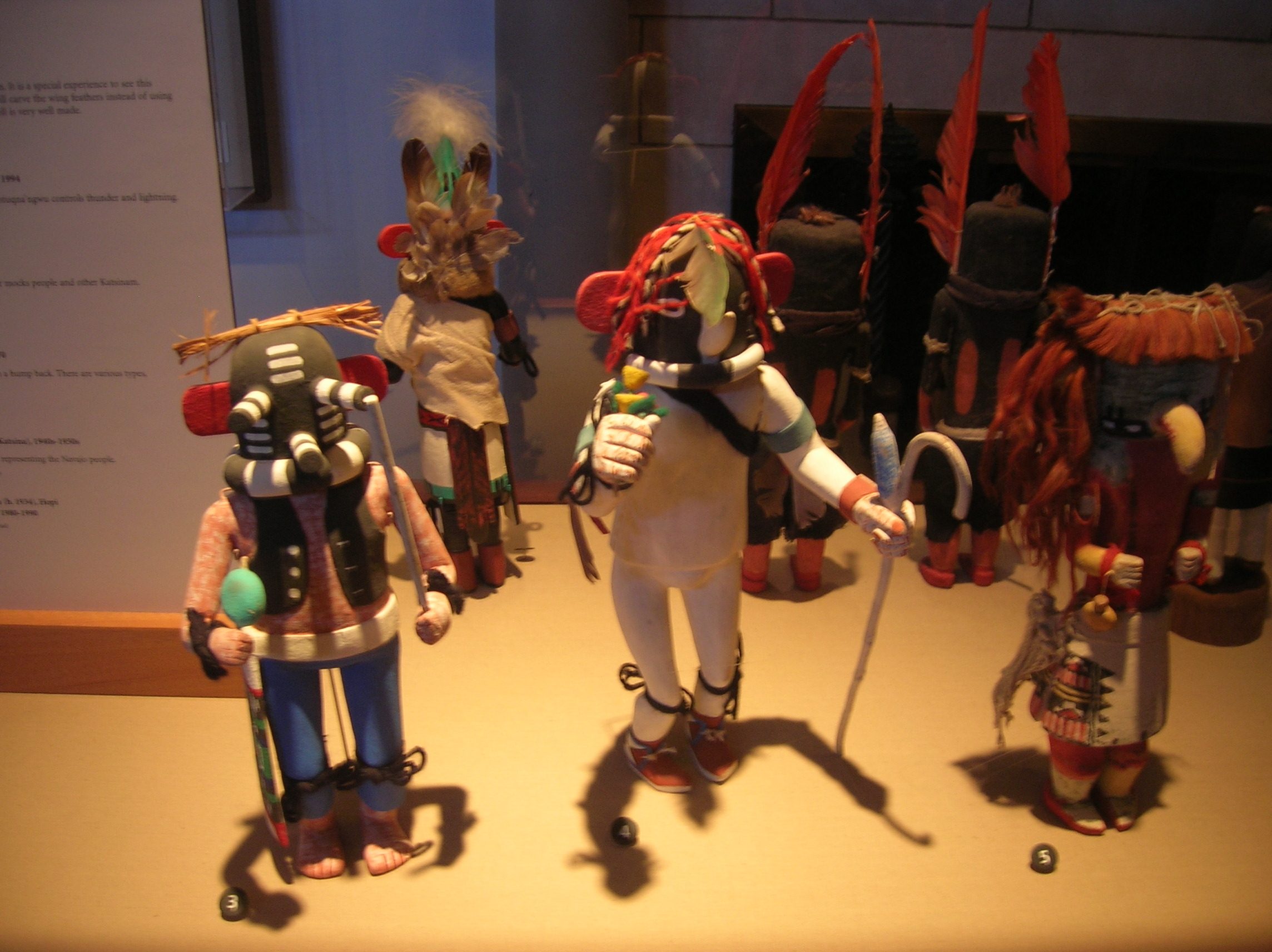
Przedstawiające Kaczynów lalki tihu w Heart Museum w Phoenix, Arizona

Tihu (w należącym do rodziny języków uto-azteckich języku hopi (katsin tihu) – figurki z drewna topolowego rzeźbione i malowane tak, by przedstawiały Kaczynów (ang. Katchina) – życiodajne postaci z mitologii plemion Hopi, Zuni i innych ludów Pueblo z Południowego Zachodu USA.
Wśród Hopiów lalki te pierwotnie rzeźbili ojcowie dla swych córek (lub ich wujkowie) jako rodzaj opiekuńczych talizmanów, a wręczali je dzieciom zamaskowani tancerze uosabiający Kaczynów podczas wiosennej ceremonii Sadzenia Fasoli (Tańca Fasoli, ang. Bean Dance) lub letniej ceremonii Tańca Domowego (ang. Home Dance). Lalki tihu pełniły też funkcję edukacyjną, zapoznając dzieci z postaciami licznych Kaczynów.
Pod koniec XIX w., gdy tihu zaczęły być obiektem zainteresowania etnologów, muzealników i kolekcjonerów, ich wyrób stał się jedną z gałęzi rzemiosła Indian Hopi (krytykowaną przez bardziej tradycyjnych członków plemienia jako rodzaj świętokradztwa).